# Despenalización de la homosexualidad en México
La despenalización de la homosexualidad en México se refiere a la derogación de leyes en ese país a nivel federal y estatal contra personas por practicar o tener sexualidades LGBT+. También a la creación de legislación a favor de este colectivo. Históricamente fue la Ciudad de México la primera entidad en promover estas acciones y en sentar precedentes a nivel nacional.

## Historia
El 10 de enero de 1822 fue promulgado el Reglamento Provisional Político del Imperio Mexicano, que dejaba en firme las leyes anteriores a 1821, entre ellas la prohibición al «concúbito entre personas del mismo sexo o en vaso indebido».
El 7 de diciembre de 1871 fue promulgado el Código Penal del Distrito Federal y Territorio de la Baja California, que entró en vigencia el 1 de abril de 1872 y en el que se eliminó la prohibición a las relaciones entre personas del mismo sexo; sin embargo, las personas homosexuales continuaron siendo perseguidas bajo el artículo 787 del capítulo «Ultrajes á la moral pública, ó á las buenas costumbres» incluido en dicho texto legal, que señalaba:

Se impondrá la pena de arresto mayor y multa de 25 á 500 pesos, al que ultraje la moral pública ó las buenas costumbres, ejecutando una acción impúdica en un lugar público, haya ó no testigos, ó en un lugar privado en que pueda verla el público. Se tendrá como impúdica: toda acción que en el concepto público esté calificada de contraria al pudor.

El Código Penal aprobado en 1929 consideraba nuevamente el delito de ultrajes a la moral y las buenas costumbres en su artículo 536, señalando una pena de hasta tres meses de presidio. Dos años después, el nuevo Código Penal Federal promulgado el 14 de agosto de 1931 y en vigencia desde el 17 de septiembre del mismo año, establecía en su artículo 200 el delito de «Ultrajes a la moral pública o a las buenas costumbres». La sección correspondiente del Código Penal fue modificada sustancialmente en 2007, cuando una reforma publicada en el Diario Oficial el 27 de marzo de dicho año reemplazó todas las menciones a ultrajes a la moral pública y las buenas costumbres por «delitos contra el libre desarrollo de la personalidad», enfocándose principalmente en delitos de corrupción de menores y pornografía infantil, eliminando cualquier mención que podría inducir a una persecución penal de homosexuales.
En 1997, tras la vuelta a la democracia en la capital mexicana, el entonces diputado David Sánchez Camacho organizó el Primer Foro de Diversidad Sexual y Derechos Humanos, mismo que dio origen a una serie de proyectos de modificaciones a leyes existentes. Por ello, en 1999 se logró la tipificación de la discriminación por orientación sexual y la supresión de la homosexualidad como agravante en el delito de corrupción de menores. En dichos proyectos participó igualmente Patria Jiménez, reconocida como la primera diputada abiertamente asumida como lesbiana, feminista y parte de la comunidad LGTBI+.
Por iniciativa de la entonces diputada Enoé Uranga, en 2006 se logró en la Ciudad de México el reconocimiento de los matrimonios entre personas del mismo sexo mediante la aprobación de Ley de Sociedad de Convivencia para el Distrito Federal, publicada el jueves 16 de noviembre de ese año. En dicha legislación se reconocía legalmente la posibilidad de formar un hogar común para dos convivientes del mismo sexo, ya fueran hombres o mujeres. Tal figura garantizaba derechos y obligaciones como la alimentación, derechos sucesorios, la tutela de uno de los convivientes en caso de interdicción, disposiciones relacionadas con la vivienda y al alquiler, así como el reconocimiento de obtener una pensión alimenticia en caso de disolución de la sociedad. Participar en esta sociedad no alteraba el estado civil de las personas convivientes, quienes permanecían legalmente en soltería.
En el 2006 entró en vigor la Ley para Prevenir y Erradicar la Discriminación en el Distrito Federal, misma que incluyó sanciones a conductas como la homofobia y la transfobia.Al año siguiente fue declarado el 17 de mayo como Día de Lucha Contra la Homofobia y también en 2008 se realizó el primer  Juicio Especial de Reasignación para la Concordancia Sexo Genérica, un procedimiento que tuvo como objetivo el derecho a la identidad de las personas trans.
En 2009 se consiguió en la Asamblea Legislativa del Distrito Federal —hoy Congreso de la Ciudad de México— la aprobación del matrimonio entre personas del mismo sexo en la Ciudad de México con la mayoría de votos de las y los legisladores del Partido de la Revolución Democrática (PRD) y el Partido del Trabajo (PT) y la oposición del Partido Acción Nacional (PAN), el Partido Revolucionario Institucional (PRI) y el Partido Verde Ecologista de México (PVEM). El 12 de marzo de 2010 cinco parejas de la comunidad LGBT+ se casaron en una ceremonia pública encabezada por Marcelo Ebrard, entonces jefe de gobierno de la Ciudad de México.
La medida fue controvertida mediante el recurso de inconstitucionalidad 2/2010 desde la entonces Procuraduría General de la República, contando dicha acción con el apoyo del entonces presidente Felipe Calderón. La Suprema Corte de Justicia de la Nación desechó el recurso considerando que los conceptos mismos de familia y matrimonio no son inmutables y cambian de acuerdo a las dinámicas de las sociedades.